# Grci u Mađarskoj
Grci su jedna od nacionalnih manjina u Mađarskoj.
Prema mađarskim službenim statistikama, u Mađarskoj je 2001. živilo 6.619 Grka.
1.974 stanovnika Mađarske govori grčki s članovima obitelji ili prijateljima, a 6.140 ima afinitet s kulturnim vrijednostima i tradicijama grčkog naroda.